# Algueña (kommunhuvudort)
Algueña är en kommunhuvudort i Spanien.   Den ligger i provinsen Provincia de Alicante och regionen Valencia, i den sydöstra delen av landet, 300 km sydost om huvudstaden Madrid. Algueña ligger 537 meter över havet och antalet invånare är 1 453.
Terrängen runt Algueña är huvudsakligen kuperad, men åt nordväst är den platt. Terrängen runt Algueña sluttar söderut. Runt Algueña är det ganska tätbefolkat, med 139 invånare per kvadratkilometer. Närmaste större samhälle är Crevillente, 19,6 km sydost om Algueña. Omgivningarna runt Algueña är i huvudsak ett öppet busklandskap.